# Přeslen (textil)

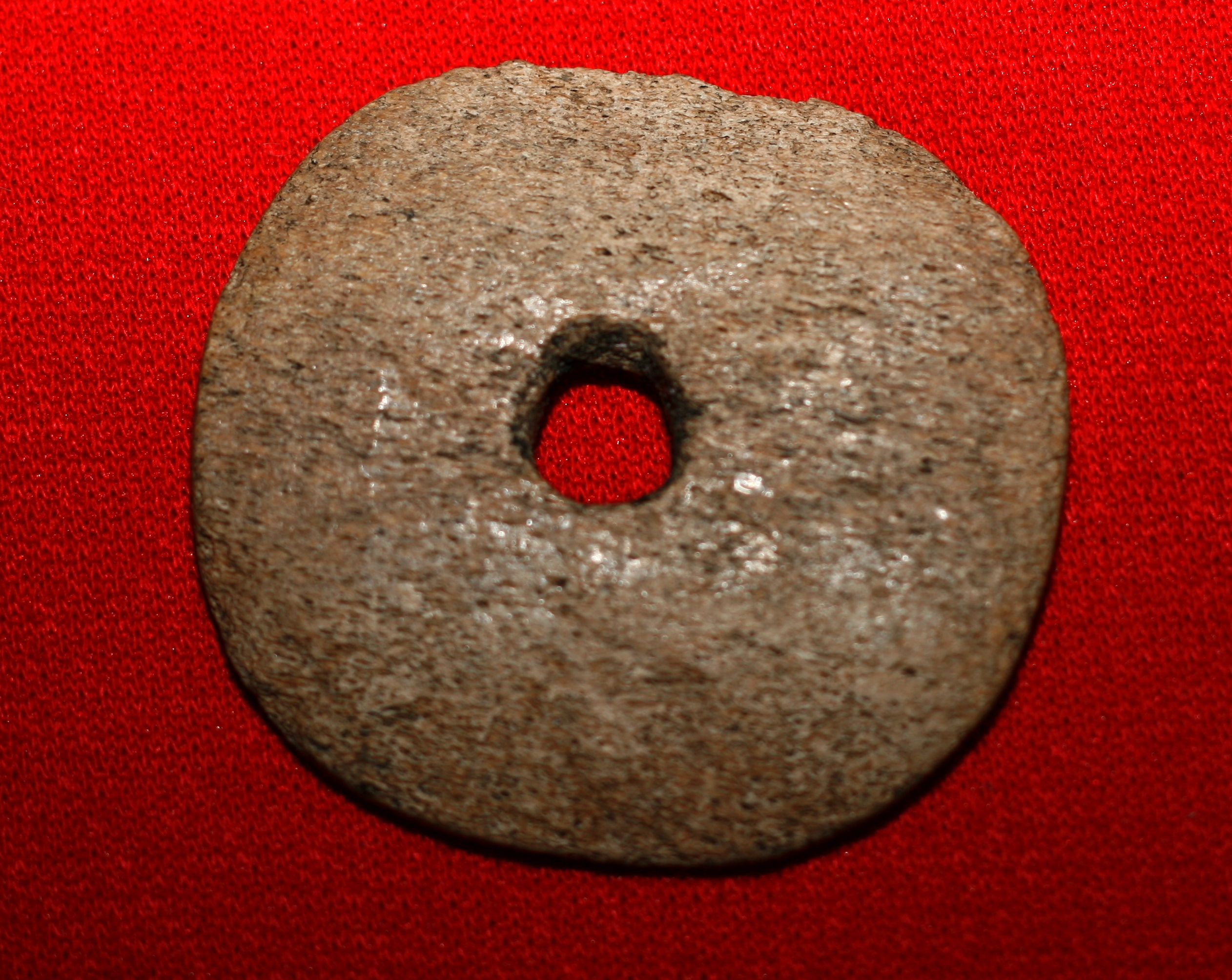
Pravěký přeslen z velrybí kosti

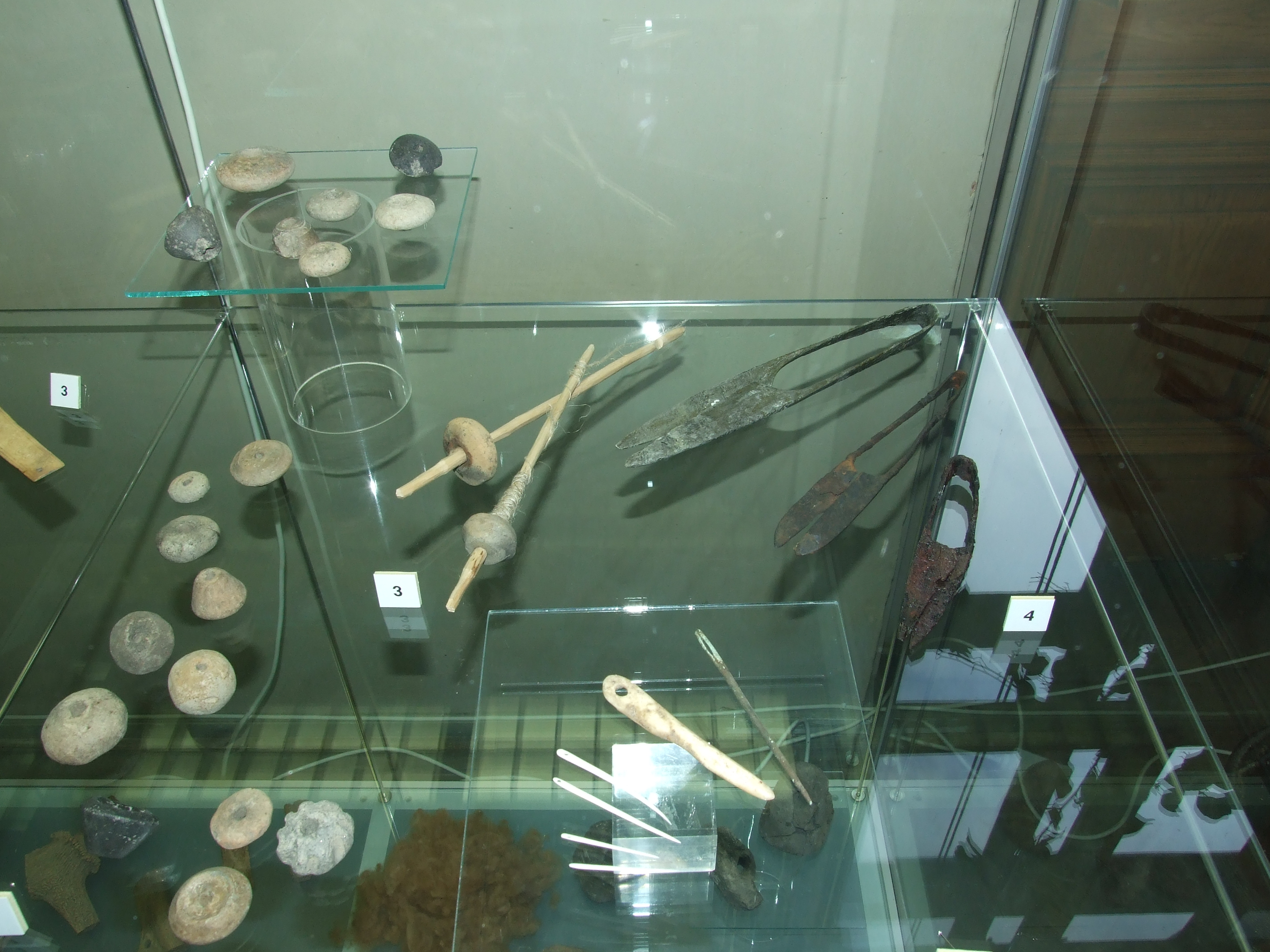
Pod číslem 3 jsou přesleny z nepálené hlíny na dřevěném dříku z doby římské, Národní muzeum Praha

Přeslen je součást textilního vřetene. Vřeteno spřádá výchozí vláknitý materiál na nit určenou ke zpracování na tkaniny nebo jiné textilní výrobky.

## Ruční vřeteno
Nejstarším „technickým“ způsobem spřádaní nití z rostlinných nebo živočišných vláken je předení pomoci ručního vřetene, které se skládá z dříku a přeslenu. Správně vyvážené vřeteno se po roztočení musí točit rovně jako dětská káča.

### Dřík
Dřík je dřevěná nebo kostěná hůlka dlouhá cca 15 až 30 cm, která mívá průměr 10 až 25 mm, na dolním konci s tupým, na horním s ostrým koncem. Zhruba v jedné čtvrtině odspodu bývá mírně zesílená, na toto zesílení se navléká přeslen.

### Přeslen
Přeslen je nejdůležitější součásti vřetene, plní zde funkci rotačního setrvačníku. Mívá tvar souměrného disku, kotouče, s otvorem uprostřed. Na jeho hmotnosti a vyvážení závisí stabilita vřetene při točení. Při hmotnostní nesymetrii se roztočené vřeteno kývá do stran, případně se vyvrací. Při malé hmotnosti se vřeteno předčasně zastavuje, délka zakrucené nitě je malá. Přesleny byly v historii vyráběny z pálené hlíny, kamene, kostí nebo dřeva.
Požadovaná doba rotace závisí na druhu spřádané nitě, při vlněné byly lepší přesleny méně hmotné, při spřádání rostlinných vláken byly vhodné přesleny hmotnější.  
Přeslen na vřetenu současných dopřádacích nebo skacích strojů je znázorněn v článku Vřeteno (textil).

## Historie
Nejstarší nálezy součástí ručních vřeten pocházejí již doby neolitu. Protože dříky bývaly nejčastěji vyráběny z materiálů podléhající zkáze, dochovalo se jich z té doby minimum. Zato přeslenů, zhotovených z věkům odolných surovin, se zachovalo dostatek. Podle preciznosti výroby a zdobení se dá usuzovat, zda patřil ženě prosté nebo zámožnější. Tkaní patřilo v této době mezi ženské práce.